# Budgie (графическая оболочка)
Budgie — графическая оболочка, в которой используются технологии GNOME, такие как GTK+, и разрабатывается независимой организацией Buddies Of Budgie (ранее в составе проекта Solus), а также вкладчиками из многочисленных сообществ, таких как openSUSE Tumbleweed, Arch Linux и Ubuntu Budgie. Дизайн Budgie подчёркивает эффективность, простоту, элегантность и удобство использования, особенно удобство использования для новых пользователей. В нем меньше внимания уделяется настраиваемости и обработке виртуальных рабочих столов, которые ищут опытные пользователи, хотя более поздние версии несколько более настраиваемы. 

## Приложения
Графическая оболочка Budgie тесно интегрируется со стеком GNOME, используя базовые технологии, предлагающие альтернативный рабочий стол. Приложения Budgie обычно используют GTK+ и заголовки, аналогичные приложениям GNOME. Budgie автоматически создаёт список избранного как пользователь, перемещая категории и приложения в верхней части меню, когда они используются.

## История
Первоначально Budgie разрабатывалась как стандартная среда рабочего стола для дистрибутива Evolve OS Linux. После смены названия Evolve OS на Solus развитие Budgie ускорилось.
Ранние версии Budgie были медленными и склонными к аварийному завершению работы. Скорость и надежность со временем улучшились.
Budgie версии 1.0 был выпущен 18 февраля 2014 года, а версия 10.0 — 27 декабря 2015 года. С тех пор изменилась схема управления версиями, при этом текущая версия 10.4.
С выходом Solus 4 17 марта 2019 года было выпущено обновление окружение рабочего стола Budgie 10.5. Темой по умолчанию стала Plata (Noir).
Предполагалось, что начиная с версии 11.0, Budgie будет переписан на Qt.
В 2019 году принято решение о  разработке и выпуске версии 11 с использованием GTK+ 4, C и Vala.
14 сентября 2021 года проект Solus объявил, что предстоящий выпуск Budgie 11 больше не будет написан на GTK из-за неразрешимых разногласий с командой GNOME. Программное обеспечение GNOME по умолчанию также будет заменено в будущей версии Budgie версии Solus.
1 января 2022 года ведущий разработчик Budgie ушел из Solus и создал новую независимую организацию Buddies Of Budgie для разработки Budgie с другими активными участниками. В рамках этой новой организации развитие Budgie перешло от сосредоточения на Solus к улучшению опыта во всех дистрибутивах, которые поставляют Budgie. Первым релизом в рамках этой новой организации был v10.6, выпущенный 6 марта 2022 года

## Дистрибутивы
GeckoLinux
GeckoLinux, дистрибутив на основе openSUSE, распространяет GeckoLinux Budgie.
Manjaro Linux
В ноябре 2015 года сообщество Manjaro объявило о доступности Manjaro Budgie 15.11, 14 июня 2016 года о наличии Manjaro Budgie 16.06.1.
Solus
Основной рабочей средой Solus является Budgie.
Ubuntu Budgie
Первая версия дистрибутива budgie-remix была 16.04; это официальный проект для Ubuntu. Ubuntu Budgie 17.04 отличается от исходного дистрибутива Ubuntu 17.04 только тем, что Budgie является графической оболочкой по умолчанию. По состоянию на июнь 2017 года, Ubuntu Budgie был одним из самых популярных вариантов Ubuntu.
Fedora
Комитет FESCo (Fedora Engineering Steering Committee), отвечающий за техническую часть разработки дистрибутива Fedora Linux, 4 января 2023 утвердил создание  официальных   ISO-образов с графическими оболочками Budgie. Чуть позже возможность установить Fedora Budgie появилась в установочном образе Fedora everything. Первые ISO образы появились в виде ночных сборок для Fedora 38.
Ultramarine Linux
Основной рабочей средой Ultramarine Linux является Budgie

## Дистрибутивы, где доступна установка Budgie из репозитория
- Debian
- Rosa Linux
- Opensuse
- Fedora
- Ubuntu
- Solus
- Arch Linux
- MX Linux
- Devuan
- Gentoo